# Certaldo
Certaldo je grad i općina u Toskani (Italija), u pokrajini Firenca, od 16.053 stanovnika udaljen je 45.5 km jugozapadno od Firenze, i 46,5 km sjeverozapadno od Siene. 
Certaldo leži na omanjem brijegu u plodnoj riječnoj dolini rijeke Else (Valdelsa). Taj mali gradić – nalik po svojim srednjovjekovnim tornjevima-neboderima na obližnji San Gimignano bio je dom obitelji slavnog talijanskog književnika Giovanni Boccaccia, koji je tu pokopan 1375. godine.

## Povijest
Certaldo je naselje etrursko-rimskog porijekla, što dokazaju arheološki nalazi pronađeni na dvije lokacije (Poggio del Boccaccio (etrurske nekropole) i Poggio delle Fate) na kojima danas leži zamak. 
Svi nalazi iz etrurskog i rimskog perioda danas se čuvaju u muzeju u Palazzo Pretorio, izgrađenom za srednjeg vijeka.

Certaldo se prvi put spominje 1164. u dokumentu Fridrika Barbarosse kao leno grofova Albertija. Kao naselje stao se razvijati još za ranog srednjeg vijeka oko obrambenog tornja koji je danas sastavni dio Palazza Pretorio.

Certaldo je uspio očuvati svoju neovisnost od obližnje Firence sve do 1184., kada su firentinci porušili zamak obitelji Alberti i prisilili je na podložnost Firenci. Nakon što su firentinci razarorili obližnji grad Semifonte 1202., veliki broj izbjeglica potražio je utočište u Certaldu, tad je izgrađen velik broj kuća na južnom i zapadnom dijelu brijega. Tad se i definirao izgled Gornjeg Certalda kao naselja opasanog zidinama s troje ulaznih vratiju;  Porta Alberti, Porta al Sole i Porta al Rivellino iznad važne prometnice Via Francigena.

Nakon Bitke kod Montapertija (1260.) u kojoj su snage firentinskih Gvelfa poražene od sienskih Gibelina, Certaldo je opljačkan.

Od 1415. Certaldo je postao sjedište jednog od tri vikarijata (tako je upravno bila podijeljena Republika Firenca) njegova nadležnost protezala se na doline; Valdelsa i Val di Pesa, sve do doline Valdarno.

Nakon što su ga 1479., opljačkale udružene vojske Siene i vojvode od Kalabrije, Certaldo je doživio značajan kulturni i ekonomski razvitak, zahvaljujući najvećma svom izuzetnom strateškom položaju na tada vrlo prometnoj Via Francigena i tome što je bio sjedište vikara i cijele doline Valdelsa.  Već tada je imao bolnicu, školu i sud.

Između sedamnaestog i osamnaestog stoljeća počinje se razvijati naselje podno brijega u ravnici ispod dvorca – novovjekovni Certaldo u koji se 1757. seli i uprava. Izgradnjom željezničke pruge Empoli – Siena 1849., počinje jačati industrija i trgovina.

Za vrijeme Drugog svjetskog rata Certaldo je bio meta nekoliko zračnih napada, tad je porušeno nekoliko vrijednih povijesnih zgrada u gornjem dijelu grada, između ostalog i kuća obitelji Boccaccio, koja je temeljno obnovljena nakon rata.

## Znamenitosti Certalda
- Boccacciova kuća, od crvenih cigli, nalik je na ostale kuće u Certaldu iz 13. st., temeljno je obnovljena 1823. i namještena starim namještajem iz tog vremena pronađenim u ostalim kućama u Certaldu. Tih godina – 1875. je podignut i spomenik Boccacciu, na glavnom gradskom trgu gornjeg Certalda.
- Palazzo Pretorio, ili Palazzo Vicariale, je bila sjedište firentiskih guvernera (vikara), nedavno je obnovljena u potpunosti, njeno slikovito pročelje ukrašeno je keramičkim grbovima, palača u svojoj unutrašnjosti ima brojne vrijedne freske od 13. st. do 16. stoljeća.

## Kultura u Certaldu
I Certaldo je poput obližnjeg San Gimignana odredište brojnih turista, te ima i brojne festivale tokom ljeta. Najveći i najpoznatiji od njih je Mercantia, koji traje tjedan dana u Gornjem Certaldu, to je festival uličnih zabavljača iz cijele Italije, ali i gostiju iz Europe i obje Amerike.

## Zbratimljeni gradovi
- Neuruppin
- Kanramachi
- Canterbury

## Vanjske poveznice
- Službene stranice grada i općine